# Beale AFB (Kalifornija)
Beale AFB je naseljeno područje za statističke svrhe u američkoj saveznoj državi Kalifornija. Prema popisu stanovništva iz 2010. u njemu je živjelo 1,319 stanovnika.